# Lensia campanella
Lensia campanella är en nässeldjursart som först beskrevs av Moser 1925.  Lensia campanella ingår i släktet Lensia och familjen Diphyidae. Inga underarter finns listade i Catalogue of Life.